# گوندولا یانوویتس
گوندولا یانوویتس (آلمانی: Gundula Janowitz؛ زادهٔ ۲ اوت ۱۹۳۷) خواننده سوپرانوی اپرا و اوراتوریو آلمانی-اتریشی است.
او یکی از مشهورترین خوانندگان اپرا در قرن بیستم است و اوج فعالیت حرفه‌ای و هنری‌اش حوالی دهه‌های ۱۹۶۰ و ۱۹۷۰ میلادی بود.